# Tabanus varipes
Tabanus varipes är en tvåvingeart som beskrevs av Walker 1836. Tabanus varipes ingår i släktet Tabanus och familjen bromsar. Inga underarter finns listade i Catalogue of Life.